# Granhammar, Kungsör

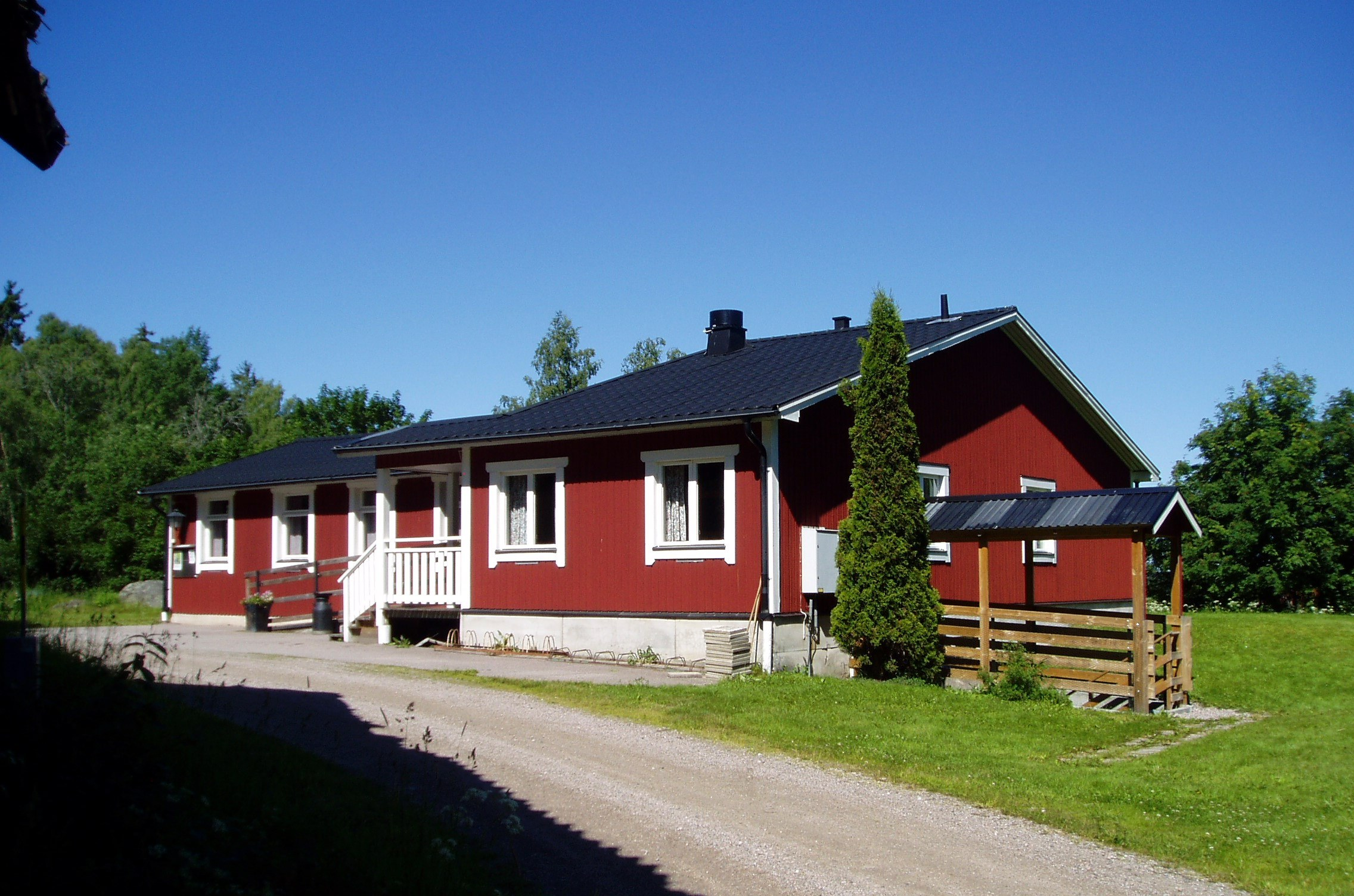
Bygdegården i Granhammar.

Granhammar är en by i Kungsörs kommun. Den ligger mellan Kungsör och Arboga. 
I ortens närområde finns det åkrar och mycket skog. I Granhammar finns en smedja,, hästservice, bygdegård hundvård och en försäljningsbod. I Granhammar ligger Kungsörs hundbruksklubb i Granhammar. Tidigare fanns polisstation, bageri och skola, men inte längre. Där finns däremot en dansscen som invånarna använder på sommaren.